# Eutrichopidia
Eutrichopidia là một chi bướm đêm thuộc họ Noctuidae.

## Loài
- Eutrichopidia latinus Donovan, 1805
- Eutrichopidia macchia Holloway, 1979